# Пулатов, Азам Таирович
Азам Таирович Пулатов (1928—2007) — советский, таджикистанский и российский учёный-медик, член-корреспондент АН Таджикской ССР (1985).
Родился 15 июня 1928 года в Самарканде в семье служащего.
Окончил Первый Московский медицинский институт им. И. М. Сеченова (1949).
С 1950 г. работал в Таджикском государственном медицинском институте (ТГМИ) им. Абуали ибн Сино: ординатор, ассистент, доцент кафедры госпитальной хирургии (1956—1964), зав. кафедрой детской хирургии (1964—1996).
В 1967—1993 гг. главный хирург министерства здравоохранения Таджикистана. Главный редактор журнала «Здравоохранение Таджикистана» (1987—1993).
С 1997 г. главный научный сотрудник отдела неотложной детской хирургии и травматологии Института педиатрии НЦЗД РАМН.
Доктор медицинских наук (1963), профессор (1966), член-корреспондент АН Таджикской ССР (1985) и Республики Таджикистан (1992).
Основные направления научных исследований: восстановительная хирургия лица, функциональное состояние коры надпочечников при хирургических вмешательствах, детская анестезиология и реаниматология, корригирующие и восстановительные операции на мочевых путях при уролитиазе.

## Награды
- Орден Трудового Красного Знамени (14.06.1988)[1]
- 2 Ордена «Знак Почёта»

## Сочинения
- Функция коры надпочечников при хирургических вмешательствах [Текст]. - Ленинград : Медицина. Ленингр. отд-ние, 1965. - 176 с. : граф.; 20 см.
- Реанимация детей [Текст] / А. Т. Пулатов. - Душанбе : Ирфон, 1975. - 167 с. : ил.; 20 см. - (Труды/ Тадж. гос. мед. ин-т им. Абуали Ибн-Сино; Т. 124).
- Нефролитиаз и пиелонефрит у детей [Текст]. - Душанбе : Ирфон, 1977. - 127 с. : ил.; 20 см. - (Тадж. гос. мед. ин-т им. Абуали Ибн-Сино. Труды; Т. 131).
- Развитие хирургии в Таджикистане [Текст]. - Душанбе : Ирфон, 1978. - 142 с. : портр.; 21 см.
- Хирургия эхинококкоза у детей / А. Т. Пулатов. - Л. : Медицина : Ленингр. отд-ние, 1983. - 167 с. : ил.; 22 см.; ISBN
- Уролитиаз у детей / А. Т. Пулатов. - Л. : Медицина : Ленингр. отд-ние, 1990. - 207 с. : ил.; 22 см.; ISBN 5-225-01347-3 :
- Эхинококкоз в детском возрасте / А. Т. Пулатов. - М. : Медицина, 2004 (ОАО Яросл. полигр. комб.). - 220, [1] с. : ил.; 22 см. - (Библиотека практикующего врача).; ISBN 5-225-04277-5 (в пер.)

Заслуженный деятель науки Таджикской ССР (1974). Награждён двумя орденами «Знак Почёта», орденом Трудового Красного Знамени, медалью «За доблестный труд. В ознаменование 100-летия со дня рождения В. И. Ленина». Отличник здравоохранения Таджикской ССР (1956).
Умер 26 июля 2007 года. Похоронен в г. Мытищи.